# Muzeum Przyrody, Etnografii i Sztuki w Srokowie
Muzeum Przyrody, Etnografii i Sztuki w Srokowie – muzeum z siedzibą we wsi Srokowo (powiat kętrzyński) działające w latach 2004-2014.

## Historia
Placówka została otwarta w lipcu 2004 roku. Była gminną jednostką organizacyjną, a jej siedzibą były pomieszczenia Gminnego Ośrodka Kultury przy Placu Rynkowym. Jej ekspozycja powstawała pod nadzorem merytorycznym pracowników Instytutu Systematyki i Ewolucji Zwierząt Polskiej Akademii Nauk w Krakowie oraz należącego do Instytutu Muzeum Przyrodniczego.
W muzeum prezentowane były następujące wystawy:
- przyrodnicza w formie dioramy, prezentująca faunę i florę Warmii i Mazur,
- etnograficzna, zawierająca pamiątki historyczne, związane z życiem codziennym na tych terenach,
- sztuki, ukazująca malarstwo współczesne, powstałe m.in. w ramach srokowskich Międzynarodowych Plenerów Malarskich.

Placówka otrzymała nagrodę „Wydarzenie Muzealne Roku Sybilla 2006”, przyznawaną przez Ministra Kultury i Dziedzictwa Narodowego w kategorii wystaw przyrodniczych, technicznych i medycznych.
W styczniu 2014 roku placówka została zlikwidowana, a zbiory przeniesione do Gminnego Ośrodka Kultury w Srokowie.